# Обердоллінг
Обердоллінг (нім. Oberdolling) — громада в Німеччині, розташована в землі Баварія. Підпорядковується адміністративному округу Верхня Баварія. Входить до складу району Айхштет. Складова частина об'єднання громад Пферрінг.
Площа — 19,37 км2. Населення становить 1306 ос. (станом на 31 грудня 2020).